# Neotrichoporoides dubiosus
Neotrichoporoides dubiosus is een vliesvleugelig insect uit de familie Eulophidae. De wetenschappelijke naam is voor het eerst geldig gepubliceerd in 1987 door Graham.